# Dastan Sarygulow
Dastan Islamowitsch Sarygulow (kirgisisch Дастан Дастан Ислам уулу Сарыгулов Dastan Islam uulu Sarygulov; geb. 1947) ist ein kirgisischer Geschäftsmann, Politiker und ein Kritiker des Islams, der auch eine Zeitlang als Staatssekretär der Republik Kirgisistan arbeitete.
Nach seinem Abschluss als Ingenieur ging er in die Politik. Als Protegé des ersten kirgisischen Staatspräsidenten Askar Akajew war er von 1990 bis 1992 Gouverneur des Oblus Talas und wurde anschließend Präsident der Staatsfirma Kyrgyzaltyn, die sich der Goldförderung in Kirgisistan widmet. In dieser Position wurden ihm allerdings fehlende Kompetenz und Korruption vorgeworfen.
Er war einer der Unterzeichner der Botschaft aus Amman (Amman Message).
2016 war er gemeinsam mit acht anderen Politikern unter dem Verdacht des Versuchs der gewaltsamen Machtübernahme verhaftet worden.